# الاتحاد الدولي للبورصات
الاتحاد الدولي للبورصات (بالإنجليزية: World Federation of Exchanges)‏ واختصاره (WFE)، هو منظمة عالمية للسندات والأسواق المشتقة منها مثل سوق الأوراق المالية.

## وصلات خارجية
- الموقع الرسمي